# Diritti LGBT in Estonia
I diritti per le persone persone LGBT in Estonia sono avanzati significativamente negli ultimi decenni.
L'attività sessuale maschile e femminile con persone dello stesso sesso è legale in Estonia. Si considera uno dei paesi più liberali tra quelli dell'ex Unione Sovietica quando si tratta di diritti gay.

## Diritto penale estone
L'omosessualità, illegale nell'Unione Sovietica, è stata legalizzata in Estonia nel 1992.
L'età del consenso fu parificata per il sesso omosessuale ed eterosessuale nel 2001.

## Tutele per le coppie omosessuali
Il disegno di legge sull'unione civile, dopo l'approvazione delle camere, venne firmato dal presidente Toomas Hendrik Ilves per entrare in vigore il 1º gennaio 2016. Questa legge garantisce anche il riconoscimento dei matrimoni contratti all'estero. A giugno 2023 il governo estone legalizza il matrimonio egualitario per le persone dello stesso sesso. L'Estonia diventa così il primo tra i paesi baltici e tra le nazioni ex-sovietiche a farlo.

## Adozioni
In Estonia le coppie omosessuali possono adottare il figlio del partner ma non possono adottare un bambino congiuntamente.

## Protezioni dalle discriminazioni
L'Estonia, come obbligo per entrare nell'Unione europea, ha recepito una direttiva UE nei propri diritti proibendo la discriminazione fondata sull'orientamento sessuale nell'occupazione, la legge entrò in vigore il 1 maggio 2004.
Dal 2008 il codice penale vieta l'incitamento pubblico all'odio sulla base dell'orientamento sessuale.
La legge sulla parità di trattamento è entrata in vigore il 1º gennaio 2009 vietando le discriminazioni basate sull'orientamento sessuale in diversi settori: l'occupazione, l'assistenza sanitaria, la sicurezza sociale, l'istruzione e la fornitura di beni e servizi.

## Opinione pubblica
Un sondaggio di Eurobarometro pubblicato nel dicembre 2006 ha mostrato che il 21% degli estoni intervistati supportava il matrimonio egualitario mentre il 14% il diritto delle coppie dello stesso sesso ad adottare.
Un sondaggio condotto nel giugno 2009 ha rivelato che il 32% degli estoni pensa che le coppie dello stesso sesso dovrebbero avere gli stessi diritti legali delle coppie formate da persone di sesso opposto. Il sostegno è stato del 40% tra i giovani ma solo del 6% tra gli anziani.

## Tabella riassuntiva
| Attività omosessuali                                                                                        | (dal 1992)                           |
| Età del consenso uguale a quella eterosessuale                                                              | (dal 2001)                           |
| Leggi anti-discriminazione (solo in ambito lavorativo)                                                      | (dal 2004)                           |
| Leggi anti-discriminazione in materia di beni e servizi                                                     | (dal 2009)                           |
| Leggi anti-discriminazione in tutte le aree (inclusi i discorsi d'odio)                                     | (dal 2008)                           |
| Matrimonio fra persone dello stesso sesso                                                                   | (dal 1º gennaio 2024)                |
| Unione civile                                                                                               | (dal 2016)                           |
| Adozione del figlio del partner da parte di coppie omosessuali                                              | (dal 2016)                           |
| Adozione congiunta da parte di coppie omosessuali                                                           | (Dal 2024)                           |
| Omosessuali ammessi al servizio militare                                                                    | (Non è mai stato vietato)            |
| Diritto di cambiare genere legale                                                                           | Si                                   |
| Accesso all'inseminazione artificiale e alla FIVET per donne sposate o in relazione stabile con altre donne | Si                                   |
| Surrogazione di maternità per le coppie formate da due uomini                                               | (illegale anche per le coppie etero) |
| Donazione di sangue da parte di uomini gay                                                                  | Si                                   |